# Era de Juan Crow

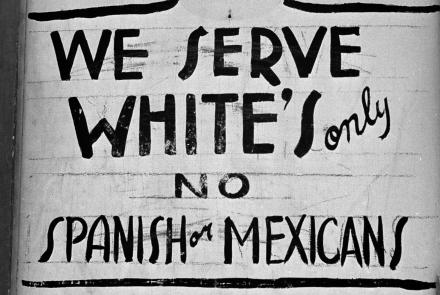
Cartel escrito en un restaurante de los Estados Unidos, donde se podía leer: "Solo servimos a blancos, no a españoles ni a mexicanos"

El término Juan Crow se ha utilizado para discutir los eventos históricos de segregación racial y brutalidad contra los mexicanoestadounidenses en los EE. UU. como análogos al tratamiento de los afroestadounidenses en la era de Jim Crow, específicamente en relación con la violencia de las turbas y la discriminación racial segregación en las escuelas.

## Violencia callejera
Durante la era de Juan Crow, hubo casos de violencia de turbas, así como discriminación de facto y de jure dirigida específicamente a mexicanos y personas de ascendencia mexicana en los Estados Unidos. Entre los años 1848 y 1928, la violencia de turbas contra personas de ascendencia mexicana ascendió a 547 linchamientos. Texas tiene el recuento más alto con 232 víctimas. Otros estados del suroeste, que incluyen California, Arizona y Nuevo México, oscilan entre 25 y 143 asesinatos por linchamiento.
En la década de 1850, después de la Intervención estadounidense en México, los angloestadounidenses estaban preocupados por la posibilidad de que los mexicoestadounidenses respondieran a los periódicos mexicanos que pedían la Reconquista (reconquistando). En consecuencia, los angloamericanos abogaron por la inequidad sistémica de los mexicano-estadounidenses a través de la exclusión social y los linchamientos. El maltrato persistió durante varias décadas, con los Rangers de Texas actuando como ejecutores y supervisando a 232 hombres mexicano-estadounidenses frente a los ataques violentos de la mafia entre 1848 y 1928.

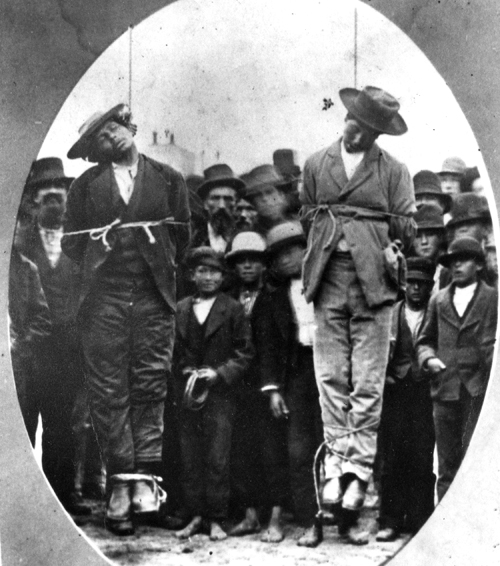
El linchamiento de dos hombres mexicano-estadounidenses en Santa Cruz, California, en 1877.

Los mexicano-estadounidenses a menudo eran víctimas de linchamientos por parte de la sociedad  angloamericana, pero también hubo casos de mexicanos que lincharon a mexicanos. En particular, los mexicano-estadounidenses de estatus de clase más alta que estaban alineados con los ganaderos anglosajones participaron en tales actos. La aceptación de la cultura del linchamiento impactó los estándares mexicanos durante los siglos XIX y XX. Los mexicano-estadounidenses no solo fueron ahorcados, sino que la violencia de las turbas incluyó otras formas de brutalidad, como disparar, quemar vivas a personas, mutilaciones físicas y otros actos mortales de persecución.
Durante las décadas de 1870 y 1880, el uso del término despectivo "engrasador" promovió a los Texas Rangers a realizar una campaña contra la población mexicana del Valle del Río Grande. Creían que al infundir miedo, podrían reprimir con mayor eficacia a la población mexicana. De 1910 a 1920, una ola de violencia contra los mexicanos y chicanos barrió Texas, y esto se llama la Matanza.
En 1918, un grupo de rancheros anglosajones y los Rangers de Texas llegaron a un pueblo en el condado de Presidio, Porvenir, donde residían 140 refugiados, incluidos mujeres, niños y hombres. A pesar de que no hay evidencia de armas o bienes robados, trece hombres mexicanos y dos adolescentes fueron asesinados bajo sospecha de bandidaje. La masacre de Porvenir (1918), como la describe el historiador Miguel A. Levario, expuso la violencia cometida por los Rangers contra los mexicanos.
Con una identidad dual, los Texas Rangers son un emblema del orgullo tejano desde una perspectiva anglosajona. Mejoraron la calidad de vida de los colonos al confrontar y derrotar activamente a los pueblos indígenas, forajidos y mexicanos. Sin embargo, para sus víctimas mexicanas son fuente de terror y opresión.

## Juan Crow en Educación
Las costumbres locales separaron intencionalmente a los estudiantes mexicano-estadounidenses de los estudiantes anglosajones. Aunque clasificados legalmente como parte de la raza "blanca", los mexicano-estadounidenses eran percibidos socialmente como "de color" y sujetos a segregación en escuelas y comunidades, independientemente de su raza. El caso de 1946 Méndez v. Westminster encontró que la segregación de estudiantes chicanos era ilegal en California.